# 古寧頭戰史館
24°28′58.89″N 118°19′15.88″E / 24.4830250°N 118.3210778°E

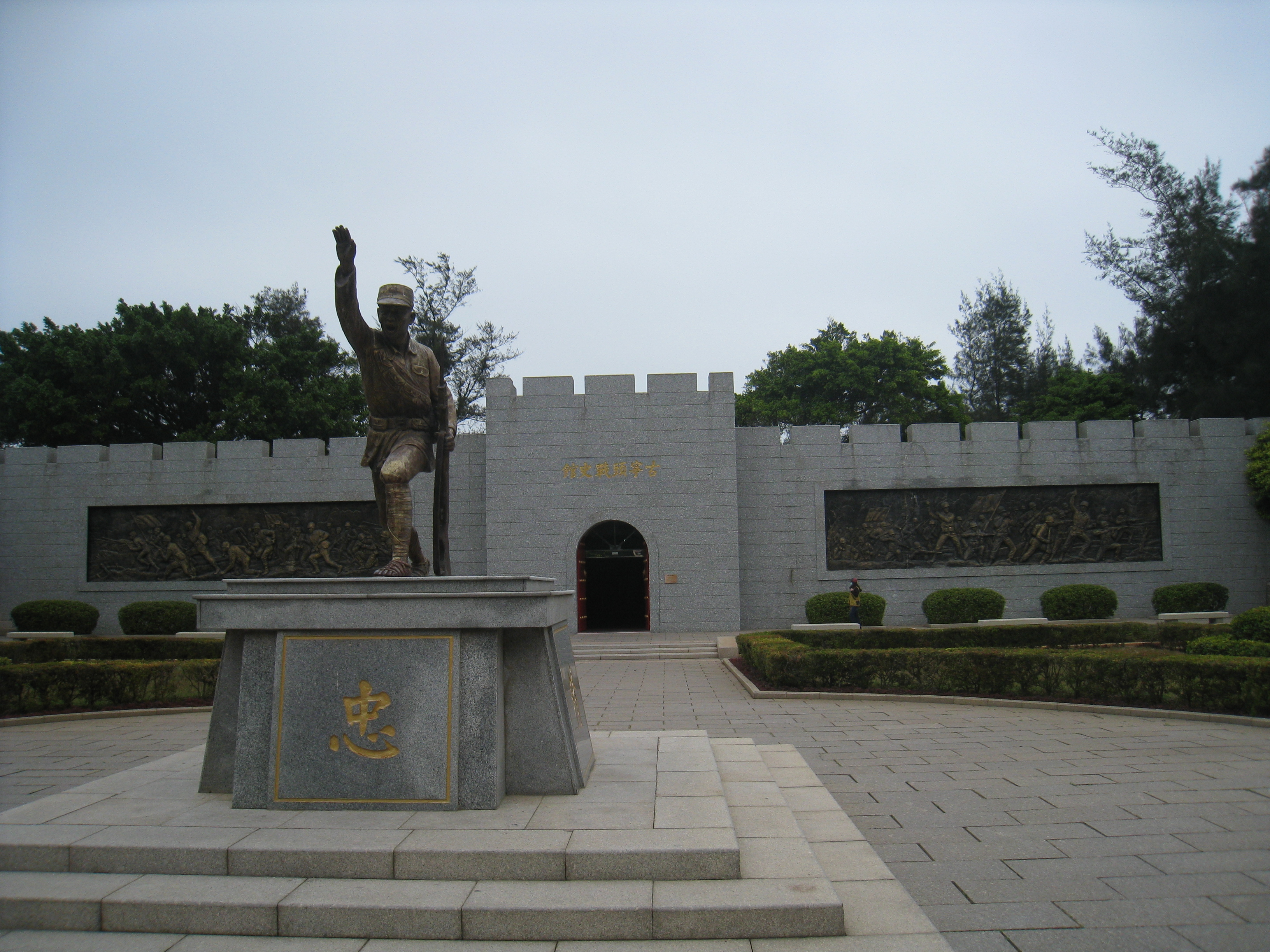
古寧頭戰史館正面

古寧頭戰史館位於中華民國福建省金門縣金寧鄉，1984年（民國73年）由陸軍金門防衛司令部建立，2000年移交金門國家公園管理處，2001年重新對外開放。
古寧頭戰史館門前有「英勇戰士」銅像，兩旁立有中華民國國軍參加古寧頭戰役的「金門之熊」（M5A1）戰車，事實上參戰的 M5A1戰車已於1950年（民國39年）隨戰車第一營調回台灣，66號戰車隨後在台中戰車工廠報廢拆解，其M6戰車砲管就現地作為工廠圍籬，現今古寧頭戰史館前陳展的兩輛M5A1戰車，均非原參戰車輛。古寧頭戰史館內部陳列戰利品武器、作戰文件、作戰指揮官照片、戰情大型油畫的展示等，且提供多媒體影片《古寧頭大戰》（片長13分鐘）供遊客觀賞，“以緬懷當年拋頭顱、灑熱血保衛金門將士們的犧牲精神”。

## 外部連結
- 金門國家公園管理處 古寧頭戰史館 （页面存档备份，存于）